# Laurens van den Acker

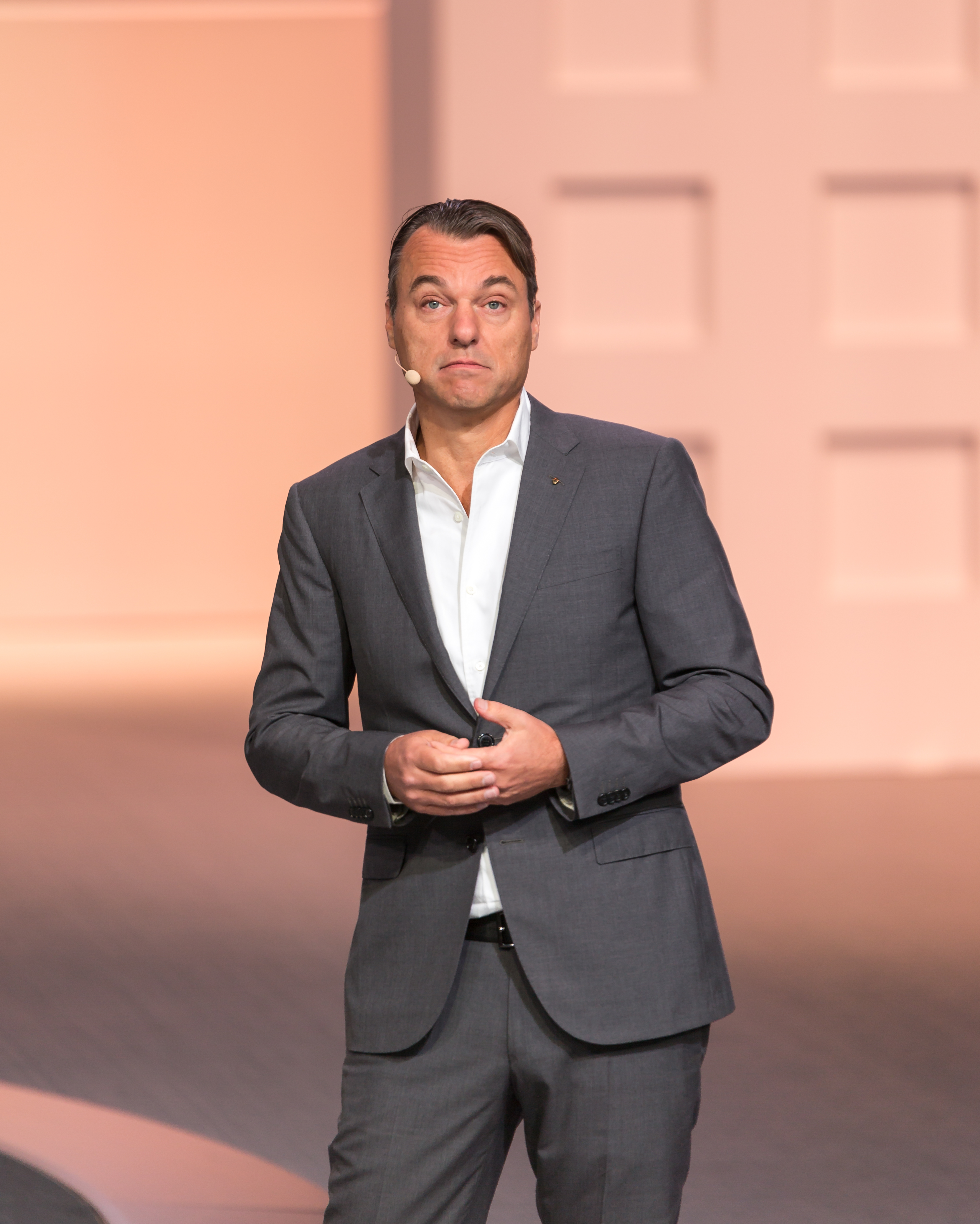
Laurens van den Acker im Jahr 2018

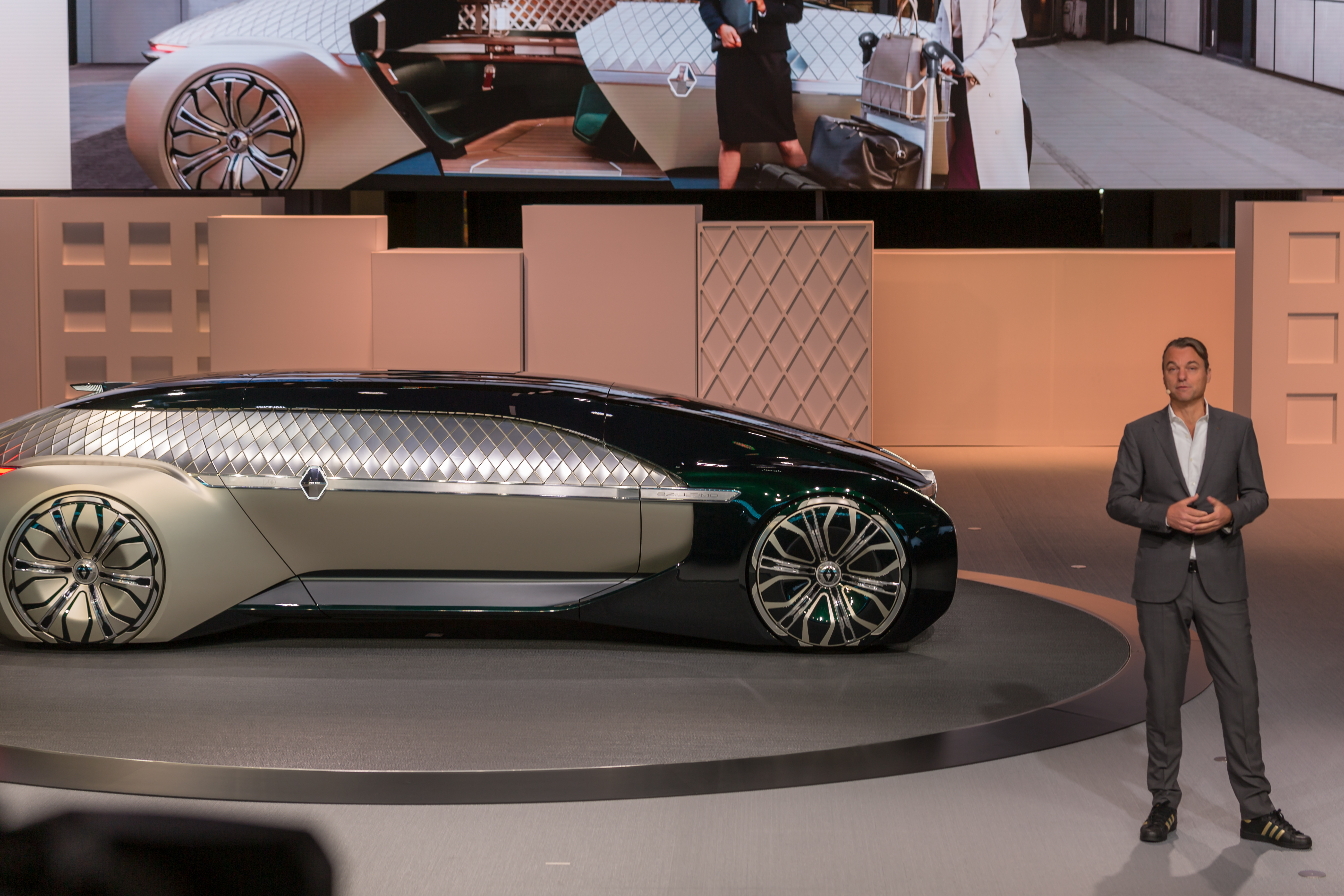
van den Acker präsentiert den Renault EZ-Ultimo in Paris

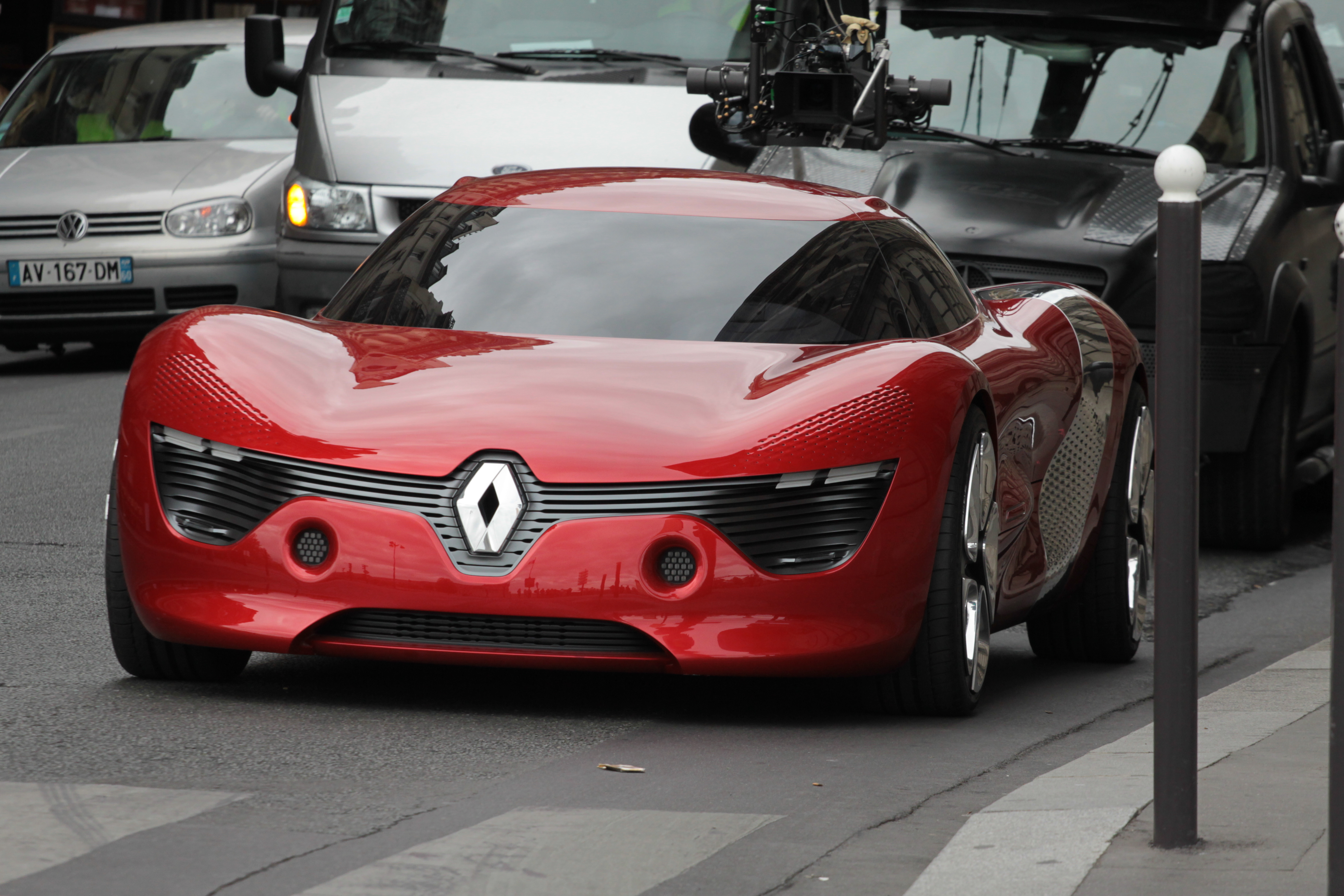
Renault DeZir 1

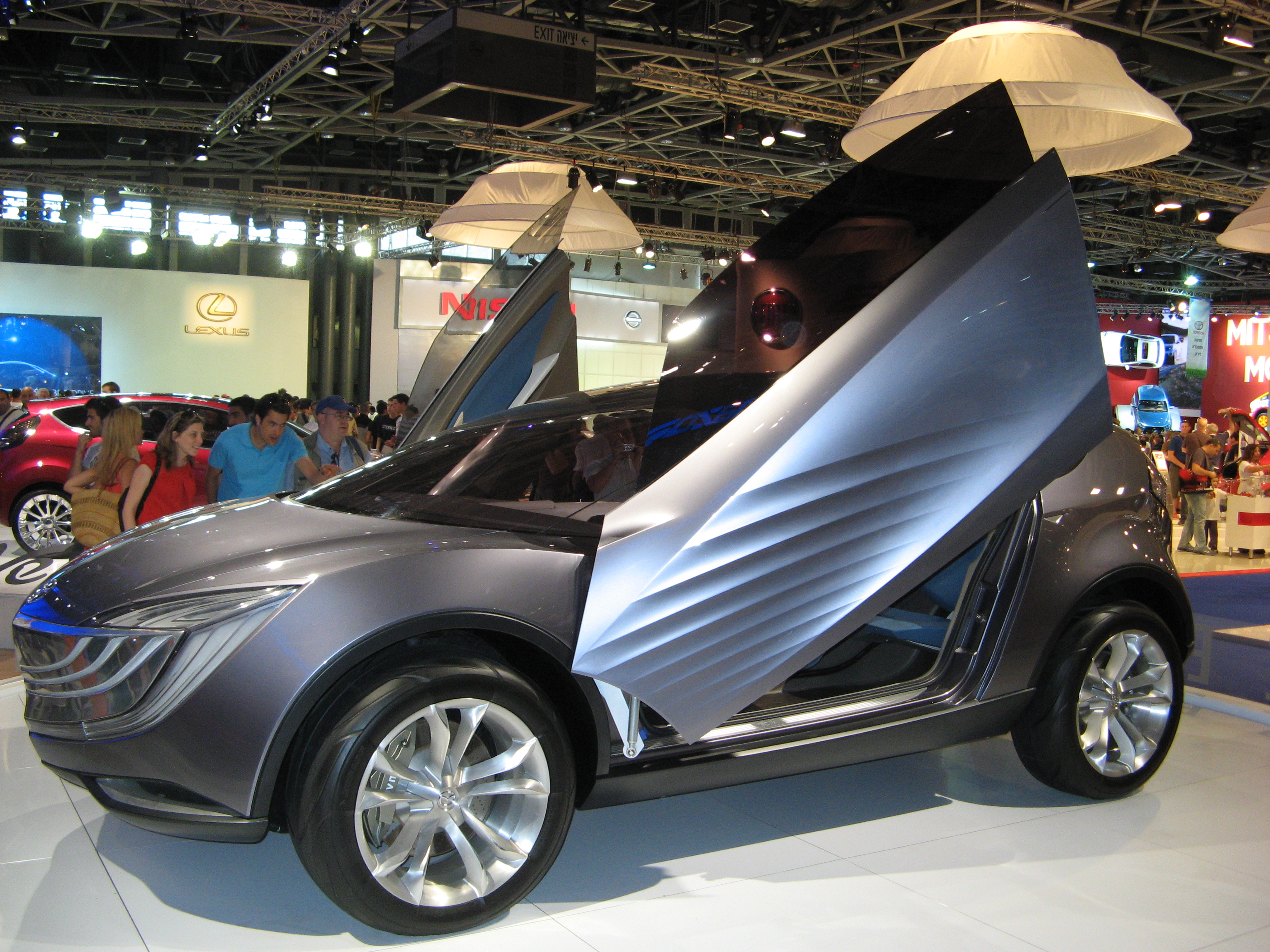
Mazda Hakaze Concept

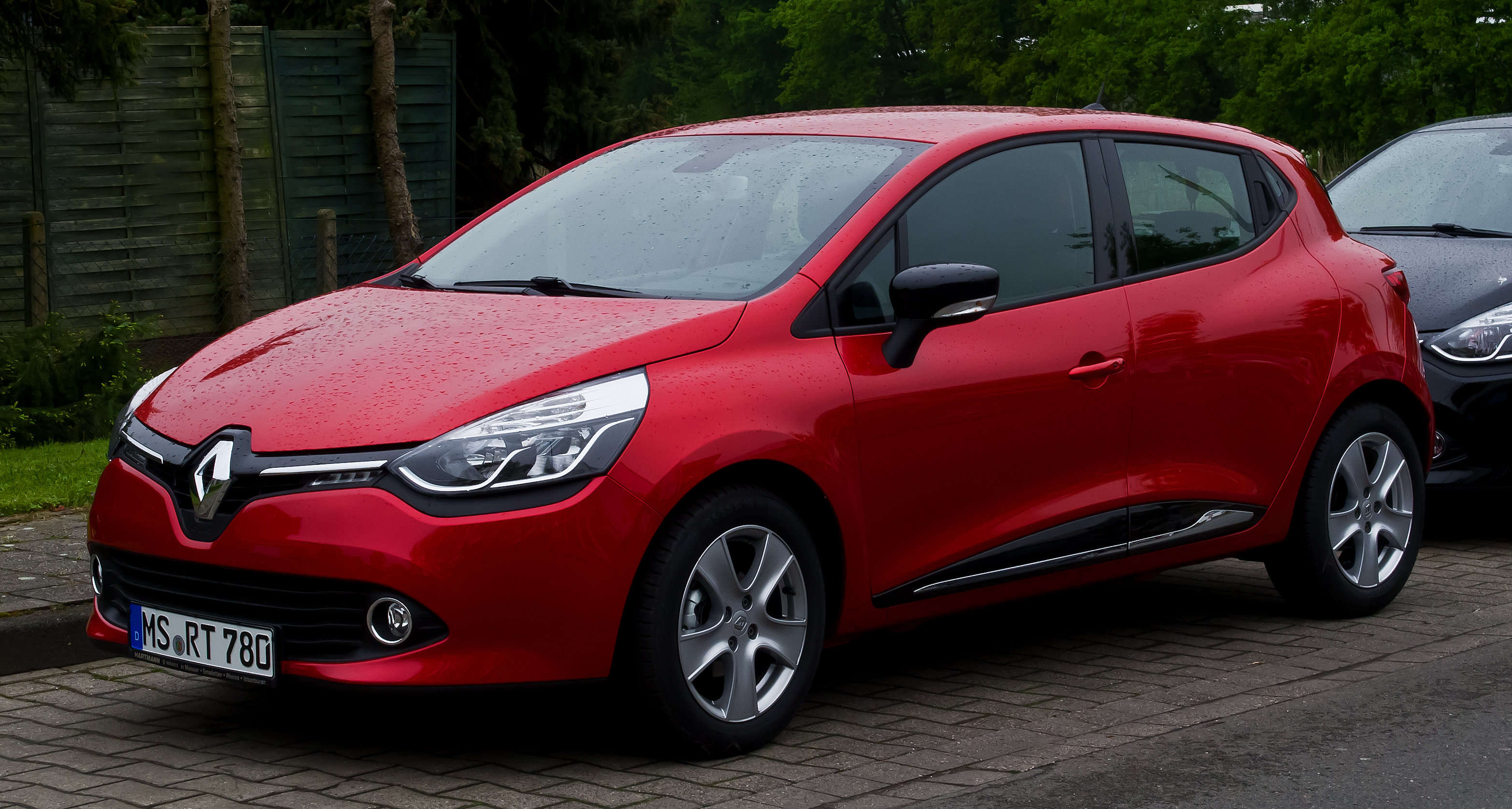
Renault Clio IV, 2012–2019

Laurens van den Acker (* 5. September 1965) ist ein niederländischer Automobildesigner und wirkt seit 2009 als Chefdesigner von Renault, nachdem er zuvor, seit 2006, Chefdesigner von Mazda war.
Sein grundlegendes Statement für die neue Designlinie, die er seinen etwa 500 Mitarbeitern bei Renault-Design vorgab, war nach seiner Aussage das Konzeptfahrzeug Renault DeZir 1. Mit dem gleichen Team, das den DeZir entwickelte, wurde die Erneuerung des Kleinwagens Renault Clio umgesetzt. Mit dem Crossover Renault Captur und dem Kleinstwagen Twingo wurde die Erneuerung des Kleinwagensegments vervollständigt. Es folgte die Großraumlimousine Renault Espace und dann die Neuentwicklung eines Einstiegsautos für Drittweltländer, der in Indien herausgebrachte Renault Kwid.

## Werdegang
Van den Acker studierte an der Technischen Universität Delft in der niederländischen Provinz Südholland an der Fakultät für Industriedesign und erwarb dort einen Master für Konstruktionswesen. Seine berufliche Karriere begann 1990 in Italien bei der Design System srl in Turin. 1993 wechselte er als Exterior Designer zu Audi an dessen Ingolstadt Design Center in Deutschland. 1996 begann er als Senior Designer bei SHR Perceptual Management in Newbury Park (USA). 1998 wurde von Ford Motor, USA als Chief Designer von deren Brand Imaging Group in Irvine, Kalifornien angeworben. 2003 wurde er Chefdesigner für die Ford Escape Platlform im Dearborn Design Center in Michigan (USA). 2005 wurde er bei Ford Chefdesigner von deren Strategic Design. Im Jahr 2006 wurde er General Manager von Mazda Design in Hiroshima, Japan, wo er an der Erneuerung des Corporate Design der Firma arbeitete. Seit 15. Mai 2009 arbeitet er in der Nachfolge von Patrick le Quément als Chef-Designer von Renault und gehört seit Januar 2015 als Senior-Vizepräsident für Corporate Design dessen Vorstand an.